# Coming Out (film, 2013)
Coming Out je maďarský hraný film z roku 2013, který režíroval Dénes Orosz podle vlastního scénáře. Film popisuje osudy gaye, který se zamiluje do ženy.

## Děj
Erik Vándor pracuje jako rozhlasový moderátor. Je gay a ve svém pořadu Coming Out hovoří s posluchači o otázkách homosexuality. Erik už pět let žije Balázsem, se kterým plánuje registrované partnerství. Jednoho dne Erika srazí na ulici žena na motorce. Po otřesu mozku pozvolna zjišťuje, že ho přitahují ženy. Linda, které ho srazila, je zároveň jeho lékařkou. Situace se začíná komplikovat nejen v partnerství, ale i v práci a s ostatními přáteli.

## Obsazení
| Sándor Csányi    | Erik          |
| Kátya Tompos     | Linda         |
| Gábor Karalyos   | Balázs        |
| Anikó Für        | Júlia         |
| József Gyabronka | Kálmán        |
| Klára Nényei     | Fanni         |
| Zoltán Mucsi     | Pecsák        |
| Katalin Takács   | Erikova matka |